# Atletisme als Jocs Olímpics d'Estiu de 1908 - llançament de javelina estil lliure masculí

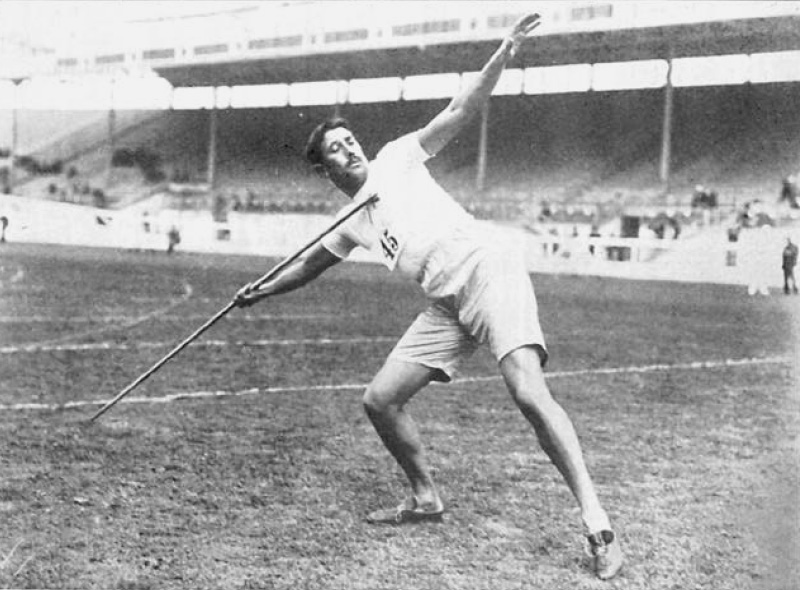
Erik Lemming, vencedor d'aquesta competició

Els llançament de javelina estil lliure masculí va ser una de les sis proves de llançaments que es disputaren durant els Jocs Olímpics de Londres de 1908. La prova es va disputar el 15 de juliol de 1908 amb la participació de 33 atletes procedents de nou nacions diferents.

## Medallistes
| Or                 | Plata                  | Bronze           |
| Eric Lemming (SWE) | Michalis Dorizas (GRE) | Arne Halse (NOR) |

## Resultats
Eric Lemming va establir un nou rècord olímpic i del món amb un millor llançament de 54,44 metres que va fer seguit l'estil convencional.
| Posició | Nom                 | País       | Distància       |
| ------- | ------------------- | ---------- | --------------- |
| 1       | Eric Lemming        | Suècia     | 54.44 metres WR |
| 2       | Michalis Dorizas    | Grècia     | 51.36 metres    |
| 3       | Arne Halse          | Noruega    | 49.73 metres    |
| 4       | Charalambos Zouras  | Grècia     | 48.61 metres    |
| 5       | Hugo Wieslander     | Suècia     | 47.56 metres    |
| 6       | Armas Pesonen       | Finlàndia  | 46.04 metres    |
| 7       | Imre Mudin          | Hongria    | 45.96 metres    |
| 8       | Jalmari Sauli       | Finlàndia  | 43.30 metres    |
| 9       | Juho Halme          | Finlàndia  | 39.88 metres    |
| 10-33   | Ferenc Jesina       | Hongria    | 36.82 metres    |
| 10-33   | Edward Barrett      | Regne Unit | Desconegut      |
| 10-33   | Emilio Brambilla    | Itàlia     | Desconegut      |
| 10-33   | Conrad Carlsrud     | Noruega    | Desconegut      |
| 10-33   | Alfred Flaxman      | Regne Unit | Desconegut      |
| 10-33   | Nikolaos Georgantas | Grècia     | Desconegut      |
| 10-33   | György Luntzer      | Hongria    | Desconegut      |
| 10-33   | Walter Henderson    | Regne Unit | Desconegut      |
| 10-33   | István Mudin        | Hongria    | Desconegut      |
| 10-33   | Evert Jakobsson     | Finlàndia  | Desconegut      |
| 10-33   | Jarl Jakobsson      | Finlàndia  | Desconegut      |
| 10-33   | Verner Järvinen     | Finlàndia  | Desconegut      |
| 10-33   | John Johansen       | Noruega    | Desconegut      |
| 10-33   | Johan Kemp          | Finlàndia  | Desconegut      |
| 10-33   | Henry Leeke         | Regne Unit | Desconegut      |
| 10-33   | Knut Lindberg       | Suècia     | Desconegut      |
| 10-33   | Ernest May          | Regne Unit | Desconegut      |
| 10-33   | Mór Kóczán          | Hongria    | Desconegut      |
| 10-33   | Otto Nilsson        | Suècia     | Desconegut      |
| 10-33   | Aarne Salovaara     | Finlàndia  | Desconegut      |
| 10-33   | Bruno Söderström    | Suècia     | Desconegut      |
| 10-33   | František Souček    | Bohèmia    | Desconegut      |
| 10-33   | Ludwig Uettwiller   | Alemanya   | Desconegut      |
| 10-33   | Emil Welz           | Alemanya   | Desconegut      |